# Sečje selo
Séčje sélo je naselje v Sloveniji.

## Geografija
Povprečna nadmorska višina naselja je 185 m.
Pomembnejša bližnja naselja so: Vinica (0,5 km) in Črnomelj (19 km).